# Brackel
Brackel is een gemeente in de Duitse deelstaat Nedersaksen. De gemeente maakt deel uit van het Landkreis Harburg. Brackel telt 1.924 inwoners.

## Geografie, infrastructuur

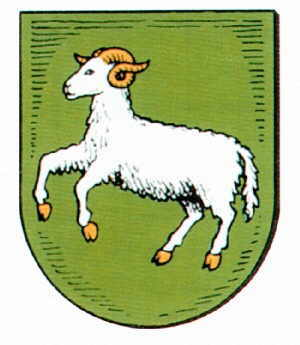
Dorpswapen van Thieshope

Brackel ligt in het noordelijk gedeelte van de Lüneburger Heide.
De gemeente bestaat uit het gelijknamige dorp Brackel en uit het 3 km oostwaarts gelegen dorpje Thieshope, dat een eigen dorpswapen heeft.
De buurgemeentes zijn:
- Marxen
- Seevetal
- Winsen
- Wulfsen
- Toppenstedt
- Hanstedt

De gemeente wordt door provinciale wegen naar de westelijke buurdorpen ontsloten. Vanuit Brackel kan men oostwaarts rijdend afrit 39 Thieshope van de Autobahn A7 bereiken, de totale afstand is circa 2 kilometer. Het dorpje Thieshope ligt bijna één kilometer ten oosten van de A7.
Nabij Brackel ligt alleen Jesteburg aan een spoorlijn; dat is echter een lijn, waarop alleen goederentreinen rijden. Deze loopt van Buchholz in der Nordheide naar Maschen Rangierbahnhof v.v.. Brackel ligt op de route van verscheidene streekbuslijnen in alle richtingen; de busverbindingen met Winsen en Buchholz (Nordheide) zijn het meest frequent. Andere lijnen rijden veelal alleen als schoolbus.
In het verleden liep van Jesteburg via Brackel en Vögelsen een spoorlijn oostwaarts naar de stad Lüneburg. Deze is wegens onvoldoende rendement opgebroken. De rails zijn ook verwijderd, en over het grootste deel van het tracé is een fietspad aangelegd.

## Economie
Brackel bestaat vooral van het toerisme en de landbouw, hoewel ten noordoosten van het dorp bij het voormalige station een bedrijventerrein voor lokaal midden- en kleinbedrijf, en verderop aan de A7 het logistiek centrum van een groothandel in verse groenten is gevestigd. Bezienswaardige gebouwen ontbreken in deze agrarisch getinte gemeente nagenoeg geheel. Het landschap wordt gekenmerkt door grote landbouwpercelen, met op enige afstand van de twee dorpen enkele grote, onder natuurbescherming geplaatste, bossen.

## Geschiedenis
Het dorpswapen van Brackel vertoont een werktuig voor het braken van vlas; zo een brakel zou, voor gemeenschappelijk gebruik door alle boeren in de regio, dicht bij Brackel gestaan hebben. Een hard bewijs hiervan ontbreekt.
Men houdt het voor waarschijnlijker, dat de naam van het dorp afgeleid is van breuk in de zin van: gebroken struiken- en boomtakken. Tussen 550 en 400 v.Chr. hebben dragers van de Jastorfcultuur hier doden in een urnengraf bijgezet. Brackel ontstond vermoedelijk in de 13e of 14e eeuw. Historische gebeurtenissen van meer dan plaatselijke betekenis in de gemeente zijn verder niet overgeleverd.
- Gemeinsame Normdatei: 4007911-9
- MusicBrainz: 134e3266-b4e5-4871-878f-2506bc074200
- Virtual International Authority File: 240031582

Appel · 
Asendorf · 
Bendestorf · 
Brackel · 
Buchholz in der Nordheide · 
Dohren · 
Drage · 
Drestedt · 
Egestorf · 
Eyendorf · 
Garlstorf · 
Garstedt · 
Gödenstorf · 
Halvesbostel · 
Handeloh · 
Hanstedt · 
Harmstorf · 
Heidenau · 
Hollenstedt · 
Jesteburg · 
Kakenstorf · 
Königsmoor · 
Marschacht · 
Marxen · 
Moisburg · 
Neu Wulmstorf · 
Otter · 
Regesbostel · 
Rosengarten · 
Salzhausen · 
Seevetal · 
Stelle · 
Tespe · 
Toppenstedt · 
Tostedt · 
Undeloh · 
Vierhöfen · 
Welle · 
Wenzendorf · 
Winsen (Luhe) · 
Wistedt · 
Wulfsen